# Gujuk
Gujuk (ok. 1206–1248; Güjük, Guyuk, Kuyuk, itp.) – trzeci Wielki Chan mongolski, syn Ugedeja i wnuk Czyngis-chana. Gujuk panował od 1246 do 1248, jego stolicą było Karakorum. 

## Życiorys
Brał udział w wyprawie Batu-chana na Europę w 1241, lecz popadł z nim w konflikt, został usunięty z armii i odesłany do ojca. Władzę uzyskał głównie dzięki poparciu matki, Toregene, która po śmierci Ugedeja sprawowała regencję.
W 1246 przyjął pierwsze poselstwo z Europy. W imieniu papieża przybyli Jan di Piano Carpini i Benedykt Polak. Gujuk zmarł podczas wyprawy przeciwko Batu-chanowi, który choć formalnie uznawał go za Chana, wielokrotnie odmawiał przybycia na jego dwór i osobistego złożenia hołdu. Śmierć przerwała mu plany podboju zachodniej Europy. Był ostatnim Wielkim Chanem z rodu Ugedeja. Po jego śmierci, jego żona Oguł Kajmysz, przez trzy lata panowała jako regentka.